# Het leven van Pi
Het leven van Pi is een roman van Yann Martel, die onder de titel Life of Pi in 2001 werd uitgebracht en in 2002 de prestigieuze Booker Prize won. Het boek is vertaald door Gerda Baardman en Tjadine Stheeman. Het verhaal werd in 2012 verfilmd, zie Life of Pi.

## Verhaal
Hoofdpersoon is Pi, een jongen die woont in India. Hij wordt als hindoe geboren, maar leert ook de islam en het christendom kennen en combineert ze alle drie in zijn leven. Zijn vader is eigenaar van een dierentuin. Het gezin besluit naar Canada te verhuizen en tijdens de bootreis gebeurt er een ongeluk. Het schip vergaat en Pi komt als enige mens terecht op een reddingsboot. Bij hem komen een Bengaalse tijger, een hyena, een gewonde zebra en een orang-oetan terecht. De dieren eten elkaar op en uiteindelijk blijft Pi alleen over met de tijger, die ooit door een 'ambtelijke' vergissing de bijnaam Richard Parker kreeg.
Uiteindelijk verblijven zij samen 227 dagen op de boot, waarbij ze ook nog een mysterieus eiland aandoen, dat blijkt te bestaan uit vleesetende algen. Ten slotte wordt hij gered en de tijger ontsnapt op het laatste moment. Het laatste gedeelte van het boek bestaat uit een ondervraging van twee Japanse onderzoekers en Pi. Ze geloven zijn verhaal niet. Pi vertelt daarop een 'nuchtere' versie, waarbij hij de dieren vervangt door mensen (zijn moeder, een gewonde zeeman en de kok). Dat verhaal geloven ze wel.
In de laatste zinnen vraagt Pi door waarom ze de ene versie wel en de andere niet geloven; voor beide hebben ze immers geen bewijs, maar de eerste versie (met de dieren) is wel veel mooier. 'En zo is het ook met God,' besluit Pi.

## Wetenswaardigheden
- In een persoonlijke brief aan Martel omschreef president Barack Obama de roman als "een elegant bewijs voor God en de kracht van verhalen".[2]

- Het leven van Pi betekende de wereldwijde doorbraak van Martel. Hiervoor had hij twee romans gepubliceerd, waarvan hij echter maar 3000 exemplaren had verkocht.

- Voor Martel betekende het schrijven van Het leven van Pi ook een persoonlijke verandering in zijn overtuigingen. Voor het boek beschouwde hij zichzelf als niet-gelovige, maar erna als christen: 'Ik begrijp waarom ze die term 'wedergeboren' gebruiken. Maar zo was het niet bij mij. Het was meer een intellectueel proces.'[3]